# Fazenda da Tafona
Fazenda da Atafona, ou Tafona, também chamada de Fazenda São José, é uma propriedade rural histórica do século XIX, localizada no município de Cachoeira do Sul, no estado do Rio Grande do Sul.

## Histórico
As  terras  que  hoje  formam  a  Estância  São  José  eram parte  da  imensa  sesmaria  de Pereira  Fortes  e  foram  concedidas,  por  testamento  e  dote,  à  filha  Rosa  Joaquina,  casada  em 1798  em  Rio  Pardo  com  o  norte-português  José  Vieira  da  Cunha
A fazenda surgiu da sesmaria de Pereira Fortes (cujo nome original era João Pereira D'Águeda) e foram concedidas por testamento e dote para sua filha Rosa Joaquina, casada em 1798 com o português José Vieira da Cunha. Sua sede é datada de meados de 1813. Seu nome remete ao engenho de farinha de mandioca localizado ao lado da casa principal, mantido com todos os equipamentos usados na produção.
Vários integrantes desta família moraram na casa, como Hilário Pereira Fortes (Barão do Viamão) e José Pereira Goulart (médico).
As terras eram usadas para a criação de gado e atividades agrícolas, incluindo a produção de farinha de mandioca. A atafona, onde era produzida a farinha, consistia em um grande espaço coberto, com um conjunto de instrumentos artesanais movidos por tração animal.
Impactado com a abolição da escravatura, as atividades do engenho de farinha foram terminadas em 1895, porém o galpão e máquinas foram mantidos mesmo sem uso.
Em 1916, após passar por diversos herdeiros, de geração em geração, a fazenda foi loteada e Emília Vieira da Cunha ficou com a parte em que a casa e a tafona estão localizadas. Porém com os integrantes da família migrando para morar nos centros urbanos, a residência de mais de trezentos e cinquenta metros quadrados ficou praticamente vazia e com pouco rendimento para conservá-la, ela enfrentou nos cinquentas anos seguintes, um processo de deterioração.
Em 1962, a propriedade é adquirida pela sobrinha de Emília, Gemina Vieira da Cunha Silva, que inicia o processo de recuperação da casa, além de prover uma estrutura à fazenda que permitisse receber turistas, como o restaurante aberto em 1990. Porém ainda não foi aberta a visitação pois necessita de adequações de segurança.
Em 2001 é reconhecida oficialmente como museu, a Casa de Memória. Em 2016 foi tombado pelo IPHAE (Instituto do Patrimônio Histórico e Artístico do Estado do Rio Grande do Sul).
A propriedade pertence atualmente à filha de Gemina, a sexta geração descendente de Pereira Fortes.

## Tombamento
Tombado pelo IPHAN, teve sua data de inscrição no Livro Tombo no dia 04 de outubro de 2018. A Fazenda da Tafona possui valores históricos e arquitetônicos autênticos e originais. O tombamento estadual inclui toda a sua edificação e as máquinas originais da antiga atafona.

## Arquitetura
A edificação foi construída em estilo colonial e possui planta em U. Apresenta mobiliário original e uma atafona, um local onde estão as máquina de madeira usada para moer farinha. A primeira ala é da casa principal, no segundo ambiente estão a cozinha e churrasqueira, sendo ligada ao terceiro volume, onde está a atafona. As paredes são de alvenaria de forro e seus pisos são de madeira. As portas apresentam bandeiras envidraçadas e as janelas são de duas folhas ou guilhotina, com postigos internos. A cobertura é de telhas de barro tipo capa-e-canal, galbada e com estrutura em madeira. A atafona tem piso em chão batido e estrutura da cobertura aparente, sem forro.
A construção possui sete dormitórios, sala de visitas, biblioteca, sala de jantar, banheiros e duas cozinhas.